# Aaron Ciechanover
Aaron Ciechanover (en hebreo: אהרון צ'חנובר) (Haifa, Israel, 1 de octubre de 1947) es un biólogo israelí galardonado con el Premio Nobel de Química del año 2004.

## Biografía
Nació en una familia polaca judía que huyó de su país después de la Segunda Guerra Mundial. Estudió Medicina en la Universidad Hebrea de Jerusalén, donde se licenció en 1974, y posteriormente realizó el doctorado en Biología en el Instituto Tecnológico Israelí (Technion) en 1982. Actualmente es docente en el departamento de Bioquímica y dirige el Instituto Rappaport de Investigación en medicina en el Technion.

## Investigaciones científicas
Interesado en la degradación de las proteínas, junto a Avram Hershko en su Laboratorio de investigación en el Technion observó como esta degradación era regulada por la ubicuitina, una pequeña proteína que aparece de forma natural en las células eucariotas. Por este descubrimiento en 2004 fue galardonado, junto con Avram Hershko e Irwin Rose, con el Premio Nobel de Química.
En 2000 recibió el premio Albert Lasker a la investigación básica en medicina.